# المقراض الحاد
المقراض الحاد. كتاب ألفه الأمير عبد القادر الجزائري، تحدث فيه عن الإيمان والكفر والنفاق وعن الحياة والموت، وعن الجهل والغرور وضرب أروع الأمثلة في ذلك. استهله بالحديث عن العقل وكأنه أراد أن يقول للسجان الفرنسي تركت عقولاً لا تشيخ ولا تهرم.

## نبذة عامة
فكر الأمير عبد القادر وفلسفته من خلال جدال الآخر، من خلال كتابه (المقراض الحادّ لقطع لسان منتقص دين الإسلام بالباطل والإلحاد)، ومحاولة في إبراز الآليات الفكريّة الّتي اعتمدها في الرّدّ على خصومه الفرنسيّين، وتساؤلاتهم الكثيرة الّتي تستهدف المنظومة الفكريّة الشّرقيّة والإسلاميّة، كقضية العقيدة الإسلاميّة، وقضية المرأة، وقد حاول الأمير إيجاد أرضية جدلية يسلّم بها خصومه، ثمّ يحاول إقناعهم أو إفحامهم، وهو في كلّ ذلك يدافع عن دينه وأمّته ووطنه، باعتماد مجموعة من الآليات الّتي تستطيع أن تلائم منظومتهم الفكرية، وهي العقل، والذّوق الإنسانيّ، والاحتجاج بالطّبع العربي، إضافة إلى الاحتجاج بنصوص من الكتاب المقدّس بعهديه القديم والجديد.

## وصلات خارجية
- مجمع الزاد فيما طفح به المقراض الحاد على يوتيوب.
- سلسلة سبب تاليف كتاب 02 المقراض الحاد تاليف الامير عبد القادر الجزائري رحمه الله على يوتيوب.